# Ганчо Танев
Ганчо Христов Танев е журналист и краевед от Габрово.

## Биография
В младежките си години Ганчо Танев мечтае да стане радиоинженер, дори зрелостното му свидетелство е заверено да следва в Чехословакия.
Като ученик (завършва Априловска гимназия през 1946 г.) прави реферати за бъдещето на радиотехниката и телевизията, монтира детекторни и лампови приемници, опъва 25-метрови антени.
По друг път обаче тръгва животът му и не по своя воля се налага да стане журналист по партийно поръчение.
Първо постъпва в Съюза на народната младеж, после читалищен организатор, след това отговорник за радиовъзлите в околията. По онова време в Габрово и околността, фабрични и селски, заедно с градското радио наброяват над тридесет.
Успява да убеди ръководствата на различни организации в нуждата от радиопрограми с рубрики и по-голямо хорско участие. След две години, през 1953 г., е назначен заместник отговорен редактор на тогавашния градски вестник „Стахановски глас“ (три години по-късно той е преобразуван в „Балканско знаме“).
Годините след своето пенсиониране посвещава на краеведска дейност – да изследва историята на Габрово. Води поредицата „Старите габровски улици“ във вестник „100 вести“.

## Професионална реализация
- Заместник главен редактор на вестник „Балканско знаме“
- Водещ редактор на „Панорама на окръга“ – месечно издание на окръжния вестник „Балканско знаме“. Там успява да разчупи шаблонния и ограничен поглед към миналото, настоящето и перспективите на Габровско. През периода 1974 – 1987 там публикуват много, интересни и ценни публикации. През декември 1981 г., публикуват рецептата за този лечебен еликсир „ковет-маджун“ с мед и всичките 76 билки поименно, записана някога от учителя и общественик Недко Стойков, както и още много рецепти от народната медицина, „Червена книга на окръга“, истории, летописи, „Трудовата слава на окръга“ и др.
- Служител на Териториален държавен архив;

## Други обществени занимания
- Сътрудник на вестник „100 вести“ – Габрово;
- Член на Граждански комитет „Памет габровска“;
- Активен читател на Регионална библиотека "Априлов - Палаузов” – Габрово;
- Контакти с Издателската къща „Екс-Прес“ – Габрово;
- Председател на Журналистическото дружество в Габрово. Там, наред с екип от около 30 души, развива активна дейност. Осъзнава, че най-важното в тяхната работа е професионалното майсторство. Това той внушава на своите по-млади и неопитни колеги. Години по-късно, по примера на Ганчо Танев Съюзът на журналистите в София започна да набляга на тази позиция.
- Любител на пътешествията, успява да обиколи цяла България и да запечата прекрасни впечатления в снимки – Стара планина, Родопите, Витоша, Странджа, Рила и Пирин, край морето и по Дунав.

Ганчо Танев поддържа приятелски отношения със създателя на АЕК „Етър“ Лазар Донков, с отговорния секретар на „Работническо дело“ Димитър Георгиев, с журналиста Дамян Обрешков, с краеведите Стефан Александров, Илия Габровски, Христо Темелски, известният публицист Илия Пехливанов, Емил Елмазов /публикува в АЕК „Етър“ рецепта за „ковет-маджун“/.
Като сътрудник на вестник „100 вести“ работи върху поредицата „Старите габровски улици“. Началото е поставено от една случайна среща през 2008 година, месец август, на улица „Брянска“. Едно възклицание на непознат минувач как така „тясното“ и „пестеливо“ Габрово си е позволило такава широка улица! Това го провокира и той решава, че си заслужава да разкаже историята и на други улици. Преценява, че ще е по-интересно да комбинира с документирани сведения и лични спомени. Публикацията за улица „Орловска“ стана повод да се появи книжката „Спомени за Лъката“, с основен материал в нея едно изследване на краеведа Стефан Александров (1919 – 1991). До неговата кончина, във вестник „100 вести“ е написал за 40 стари габровски улици (в Габрово има 459 улици и всяка има своя история).
На въпроса на журналистката Стефка Бурмова в интервю от 2009 година „С какво бихте искали да Ви запомнят – с журналистическите публикации или с краеведските Ви изследвания?“, той отговаря:
| „ | Никога не съм си поставял за цел някой да ме запомня, искал съм да се помнят фактите и хората, за които пиша. И доброто, и лошото! Колкото до краеведските ми бележки, те са твърде скромни – габровски календари, кръгли годишнини, паметници на културата, старите габровски улици, истината за габровските шеги, и т.н. | “ |

### Други проекти
- През 2003 година, съвместно с Катя Гечева от ТДА, издават „Книга за почетните граждани на Габрово“;
- Подготвена книга „Габровска гордост и... срам“;
- Още към края на 2007 г. е подготвено малко албумче „джобен формат“ със 104 фотоси „Една разходка из старо Габрово“, което обаче не успява да види бял свят заради обвинения в „нелоялна конкуренция“;
- В продължение на три години се труди над една обемиста история – „Опълченците от Габровско“ в сътрудничество, помощ и консултации на Национален парк-музей „Шипка-Бузлуджа“ в Казанлък.
- През 2009 година, заедно с Ангел Илиев Ангелов, дават за печат втора книга за Чардафон, с много нови документи и материали.
- Около 6 години пише книга за часовниковите кули в България, сградите и камбанариите с часовници, а също и за слънчевите часовници. Заснел е над 300 обекта.
- През 2009 година подготвя историческата поредица „Календар на Габрово“, публикувана във вестник „100 вести“. За всеки месец от годината отчита най-значимите събития от историята на града, както и най-изявените личности.
- Получава два пъти почетния знак на Габрово.

Умира на 16 март 2010 г. в Габрово.